# Търговска палата на САЩ
Търговската палата на САЩ (на английски: United States Chamber of Commerce), също Търговска камара на САЩ и Американска търговска палата/камара, е търговска палата на американски компании, регионални и местни търговски палати и търговски асоциации на територията на САЩ.
Тя е най-голямата нестопанска организация на търговски субекти и представлява множество бизнеси, и търговски асоциации. Основана е през 1912 г.
Седалището на палатата е във Вашингтон. Персоналът на палатата е предимно от специалисти, лобисти и адвокати.
Вицепрезидент и главен икономист е бил Ричард Ран – съавтор на оспорвания план Ран – Ът за преход на България от централизирана планова икономика към пазарна икономика.

## История
Идеята за това национално обединение в защита на интересите на бизнеса се оформя през 1890 година, когато правителството на САЩ започна активно насърчаване на усилията на американската бизнес, особено в областта на външната търговия.